# Parafia Świętego Krzyża w Szczytnie
Parafia Świętego Krzyża w Szczytnie – rzymskokatolicka parafia w Szczytnie, należąca do archidiecezji warmińskiej i dekanatu Szczytno. Została utworzona 1 lipca 1990. Kościół parafialny mieści się przy ulicy Jagiellończyka.